# Гром

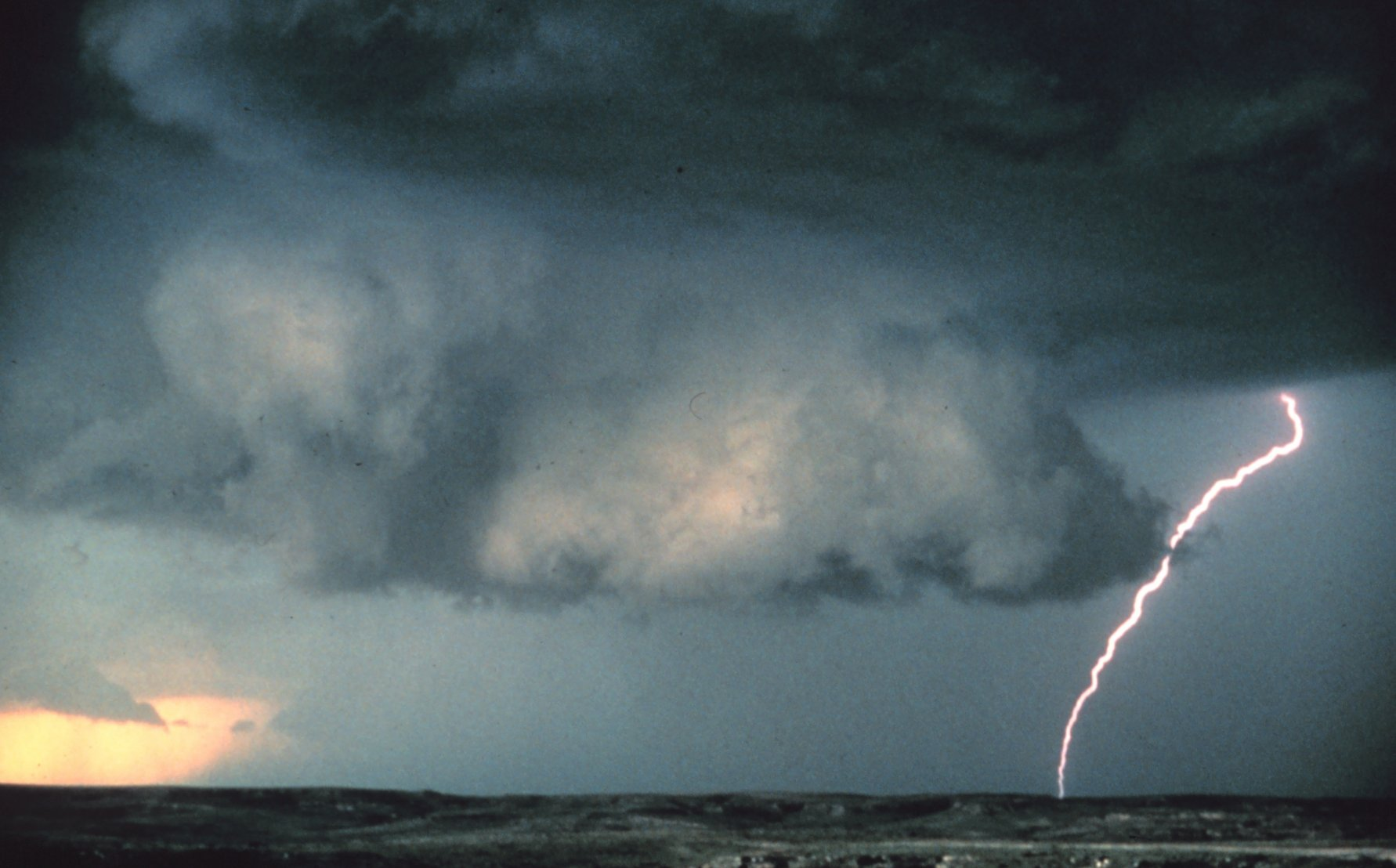
Молния

Гром — звуковое явление в атмосфере, сопровождающее разряд молнии. Возникает в результате очень быстрого повышения давления на пути молнии, вследствие нагревания воздуха электрическим током и последующего сжатия от его охлаждения. Гром является взрывной волной, которая при ударении от разряда молнии вырождается в звуковую волну. Гром образуется аналогично характерному «треску» искрового разряда — совокупности ударных волн от расширяющихся искровых каналов. В физике бегущая звуковая волна, создаваемая искровым разрядом, носит название акустический импульс. Раскаты грома возникают из-за того, что молния имеет значительную длину. Возникновению раскатов способствуют также рефракция звуковых волн в атмосфере, фокусировка и дефокусировка звуковых волн из-за кривизны канала молнии. Кроме этого, сам разряд происходит не мгновенно, а продолжается некоторое время. 
Громкость раскатов грома может достигать 140 децибел.

## Расстояние до грозы
Измеряя время, прошедшее между вспышкой молнии и ударом грома, можно приблизительно определить расстояние, на котором находится гроза. Скорость света почти в миллион раз выше скорости звука; для вычисления временем его распространения можно пренебречь и учитывать лишь скорость звука, которая составляет 300—360 метров в секунду при температуре воздуха от −50 °C до +50 °C. Умножив время между вспышкой молнии и ударом грома в секундах на эту величину, можно судить о близости грозы. Три секунды времени между вспышкой и звуком соответствуют примерно одному километру расстояния. Сопоставляя несколько подобных измерений, можно судить о том, приближается ли гроза к наблюдателю (интервал между молнией и громом сокращается) или удаляется (интервал увеличивается). Следует учитывать, что молния имеет значительную протяжённость (до нескольких километров), и, отмечая первые услышанные звуки грома, мы определяем расстояние до ближайшей точки молнии. Самый опасный момент проявляется тогда, когда сразу за вспышкой молнии проявляется грохот грома. Как правило, гром слышен на расстоянии до 15—20 километров, таким образом, если наблюдатель видит молнию, но не слышит грома, то гроза находится на расстоянии более 20 километров.

## Гром в мифологии и религии
В различных религиях и мифологиях считалось, что гром — это одно из проявлений гнева богов. Таких богов часто называли громовержцами.
Наиболее известные боги-громовержцы:
- Перун (славянская мифология)
- Перкунас (балтийская мифология)
- Зевс (греческая мифология)
- Ваагн (армянская мифология)
- Юпитер (римская мифология)
- Тор (скандинавская мифология)
- Лэйгун (китайская мифология)
- Укко (финская мифология)
- Райдзин (японская мифология)
- Хассо (мексиканская мифология)
- Индра (индуизм)
- Тархунт (хеттская мифология)

### В Библии
- В третьей книге Ездры упоминаются архангелы Иеремиил (Рамиил), имя которого означает «Гром Божий», и Уриил, который в книге Еноха описывается как «ангел грома и колебания».
- В Новом Завете «сынами грома» (Воанергес) Иисус Христос называет апостолов Иакова Зеведеева и Иоанна Богослова.

### На Руси
- Илья Пророк
- Громник (отреченная книга)